# 天蘭線

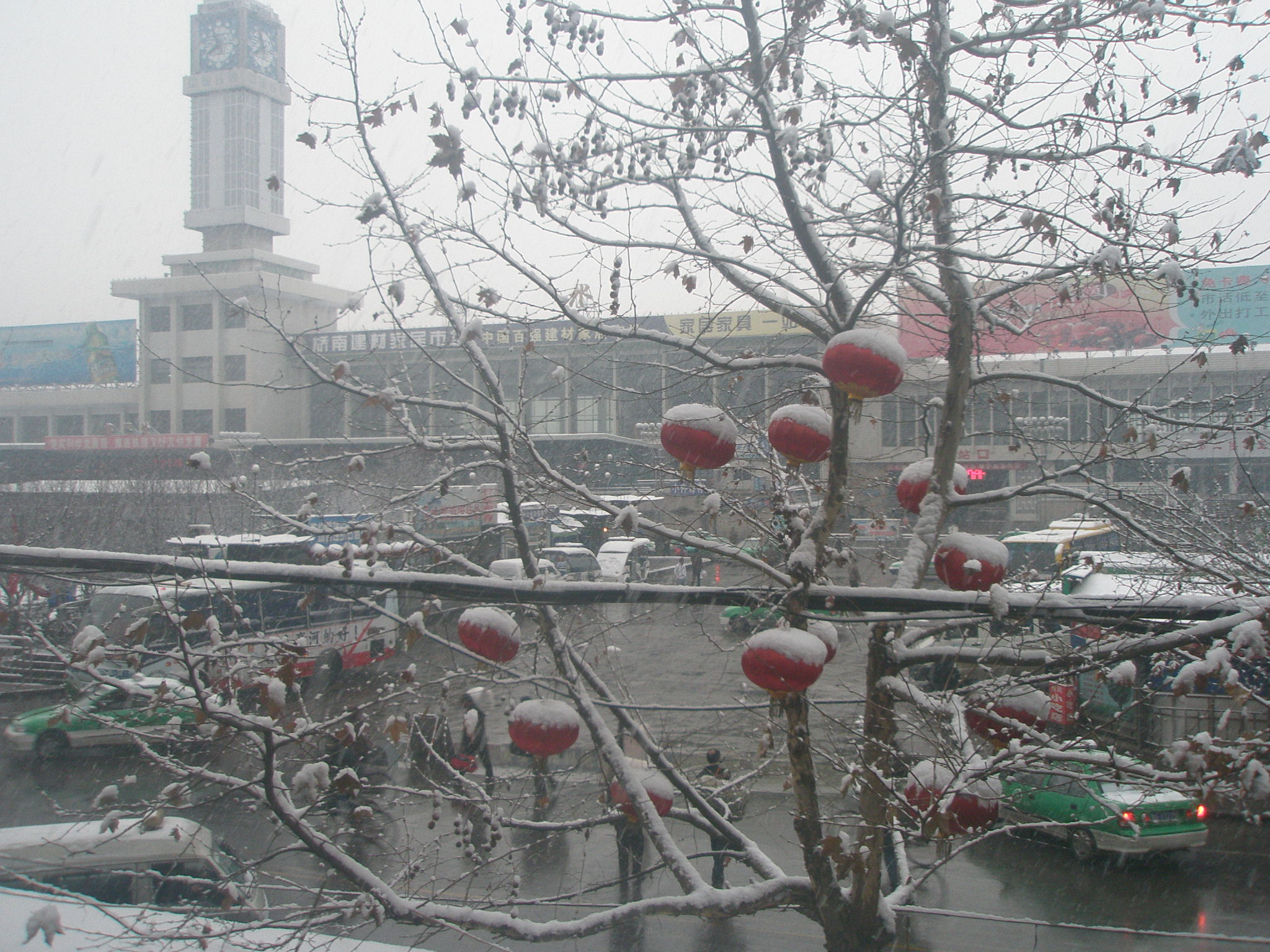
現在の天水駅 (2009年)

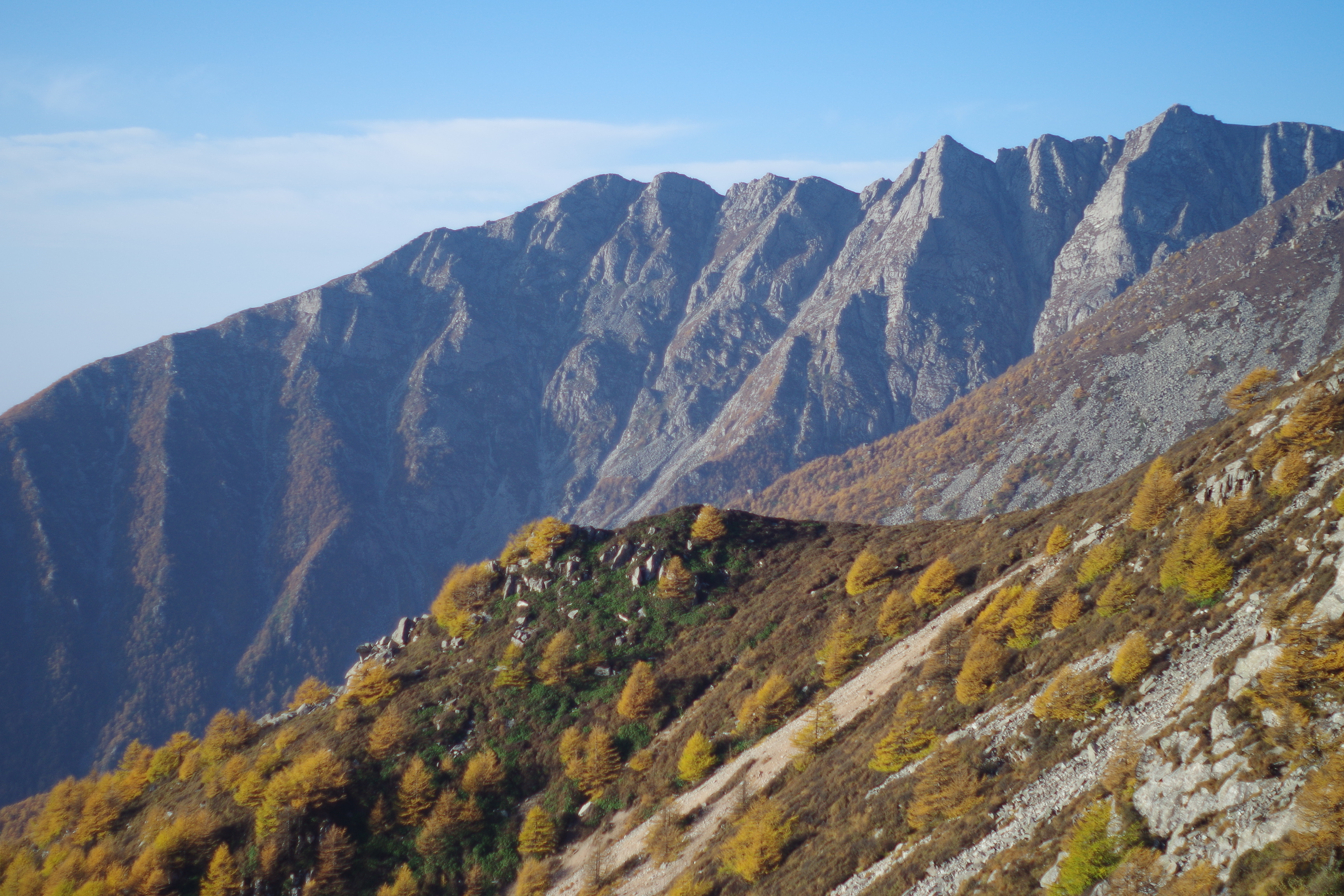
天水と宝鶏の間に太白山 （写真）を主峰とする秦嶺山脈が横たわり建設工事は難航

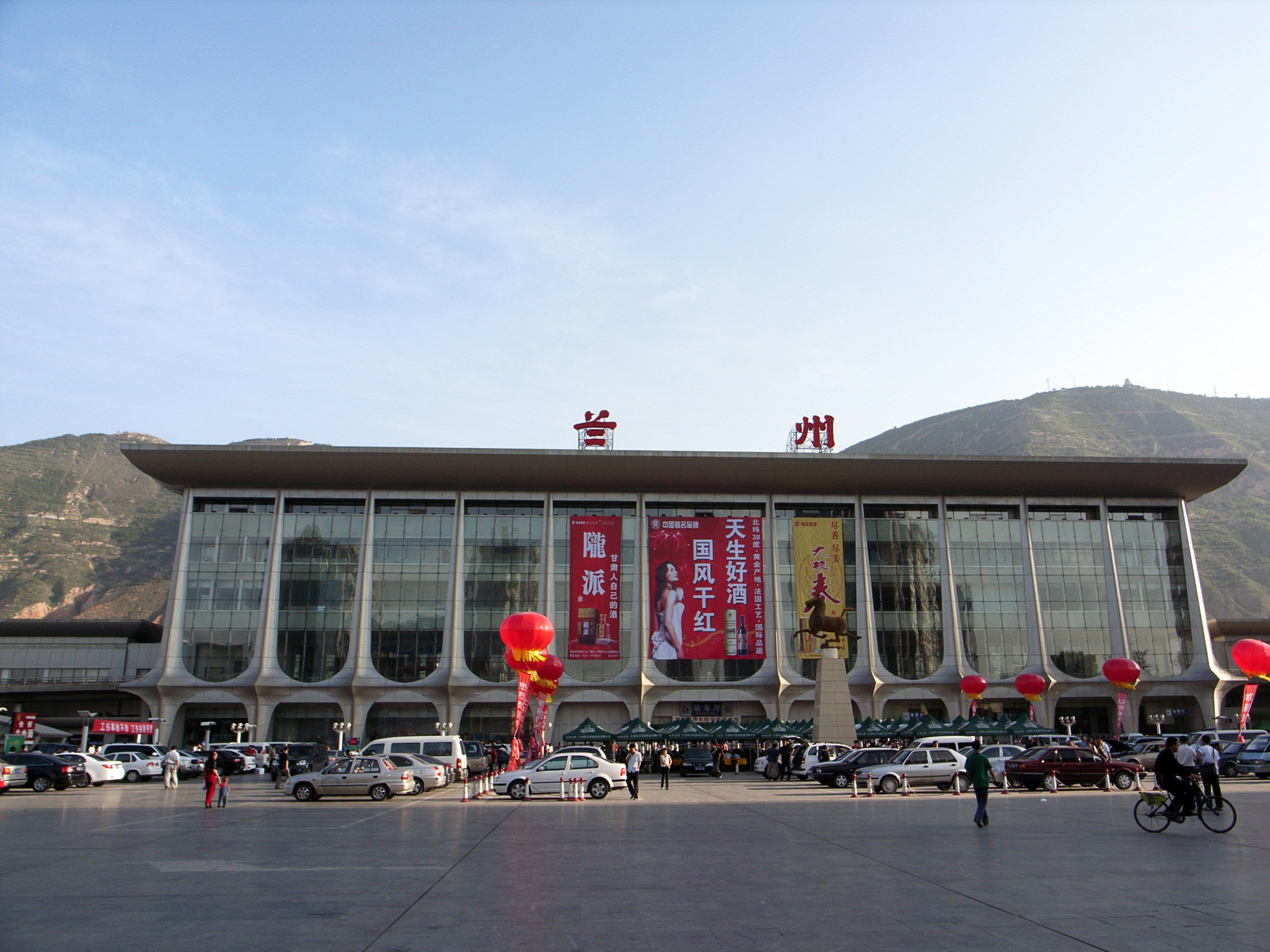
現在の蘭州駅 (2007年)

天蘭線（てんらんせん、中国語: 天兰铁路）は中国甘粛省にある中国鉄道隴海線の一部で、天水 - 蘭州間348 kmである。

## 概要
中華人民共和国が1949年に成立した当時は、東西の鉄道幹線である隴海線の西端は天水駅であったが、1950年には天水線（天水 - 蘭州間348 km）の建設を始め、1952年には完成している。この期間南満洲鉄道などの鉄道関係日本人300人（家族を入れると900人）も鉄道建設に留用された。
本路線の敷設には多大な困難が伴い、なかでも宝鶏 - 蘭州間は秦嶺山脈の六盤山を貫き、渭河峡谷の北岸にそって敷設され、地質、地形共に複雑で建設された鉄橋、トンネルは多い。当線の開通は中国西部地区の開発に対し重要な幕を開いた。

## 参照項目
- 隴海線
- 天水会
- 徴用